# (214476) Stephencolbert
(214476) Stephencolbert est un astéroïde de la ceinture principale.

## Description
(214476) Stephencolbert est un astéroïde de la ceinture principale. Il fut découvert le 3 octobre 2005 aux Monts Santa Catalina par le projet CSS. Il présente une orbite caractérisée par un demi-grand axe de 3,17 UA, une excentricité de 0,06 et une inclinaison de 9,5° par rapport à l'écliptique.

## Compléments